# Lezounovití
Lezounovití (Anabantidae) je čeleď labyrintních paprskoploutvých ryb ze sladkých vod subsaharské Afriky a jižní Asie. Čeleď zahrnuje čtyři rody – Anabas (lezoun), Ctenopoma (ostnovec), Microctenopoma (ostnovec nebo ostnoveček) a Sandelia (sandélie).

## Výskyt
Lezouni rodu Anabas pochází z Asie, od Indie až po Wallaceovu linii v Indonésii. Lidmi byli rozšířeni i mimo oblast svého přirozeného výskytu. Ostatní ryby čeledi lezounovití pochází z Afriky. Ostnovci a ostnovečci se vyskytují v rovníkové Africe, především západní. Sandélie pochází z Jihoafrické republiky.